# Demodes siporensis
Demodes siporensis là một loài bọ cánh cứng trong họ Cerambycidae.